# Santa Cruz-szigetek
A Santa Cruz-szigetek vulkanikus eredetű szigetcsoport a Csendes-óceánban, Melanéziában. A Salamon-szigetek állam részét képezi.

## Földrajz
A fő szigetet Nendö-nek nevezik. Ez az erdős sziget 550 méterrel emelkedik az óceán víztükre fölé. 40 km hosszú és 22 km széles. A többi sziget neve:
- Utuapa
- Vanikoro (sokszor tévesen Vanikolo)
- Tinakula
- Lata
- Anuta
- Tikopia
- Fautaka

Néhány további kisebb sziget területe alig éri el a néhány holdat.

## Történelem

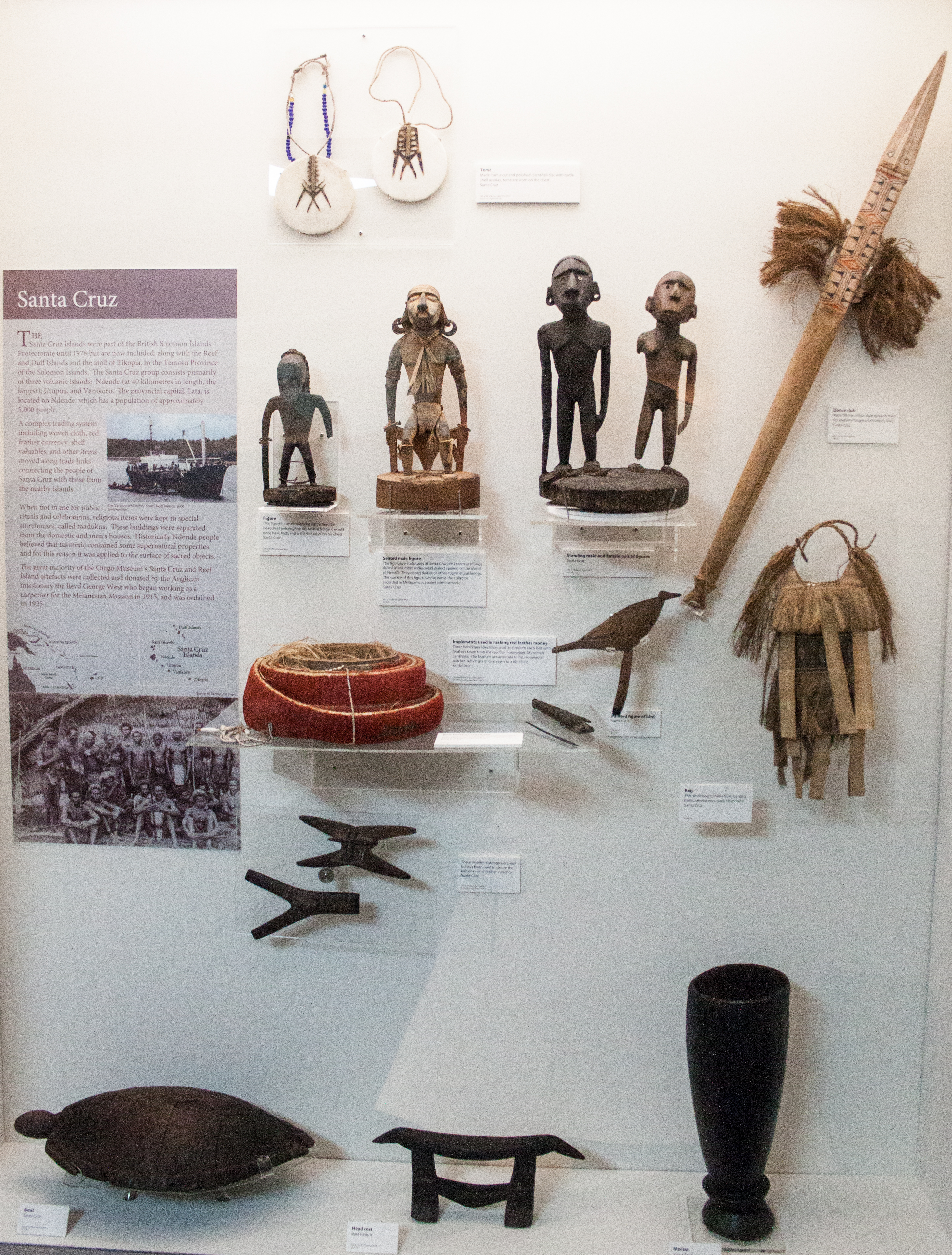
Tárló a Santa Cruz-szigetekről származó tárgyakkal az Otago Museumban

A szigetet 1595-ben fedezte fel Álvaro de Mendaña de Neira, spanyol felfedező. Ő egyébként itt, a szigeteken halt meg 1595. október 18-án. 1942-ben egy japán csata zajlott le a szigeteknél. 2013-ban a Santa Cruz-szigeteket is érintette a Salamon-szigeteki földrengés, majd az azt követő szökőár. A természeti katasztrófa 9 ember és egy kisgyermek életét követelte, több mint 100 házat rombolt le és megszakította az áram- és vízellátást.

## Lakosság
A sziget népességének többsége melanéz, de élnek itt polinéz kisebbségek is.

## Gazdaság
A 20. század közepén a kivágott fákat Ausztráliába exportálták. A mai vezető export a kopra.